# Sarcophilus
Sarcophilus es un género de marsupiales dasiuromorfos de la familia de los dasiúridos. Se conocen cuatro especies, de las cuales sólo una, el demonio de Tasmania, sobrevive en nuestros días. Son de dieta carnívora.